# Man on the Moon: The End of Day
Man on the Moon: The End of Day is het eerste officiële album van de rapper Kid Cudi en kwam uit op 15 september 2009.

## Tracklist
1. In My Dreams (Cudder Anthem) 3:19
2. Soundtrack 2 My Life 3:55
3. Simple As 2:31
4. Solo Dolo (Nightmare) 4:26
5. Heart Of A Lion (KiD CuDi Theme Music) 4:21
6. My World Ft. Billy Cravens 4:03
7. Day 'n' Nite (Nightmare) 3:41
8. Sky Might Fall 3:41
9. Enter Galactic (Love Connection Part 1) 4:20
10. Alive (Nightmare) Ft. Ratatat 4:06
11. CuDi Zone 4:19
12. Make Her Say Ft. Kanye West And Common 3:36
13. Pursuit of Happiness (Nightmare) Ft. MGMT And Ratatat 4:55
14. Hyyerr Ft. Chip The Ripper 3:32
15. Up Up And Away 3:47